# HD 192263 b
HD 192263 b ist ein Exoplanet, der den Hauptreihenstern HD 192263 alle 24,3556 Tage umkreist. Auf Grund seiner hohen Masse wird angenommen, dass es sich um einen Gasplaneten handelt.

## Entdeckung
Der Planet wurde mit Hilfe der Radialgeschwindigkeitsmethode von Michel Mayor et al. im Jahr 1999 entdeckt.

## Umlauf und Masse
Der Planet umkreist seinen Stern in einer Entfernung von ca. 0,153 Astronomischen Einheiten und hat eine Masse von ca. 203,8 Erdmassen bzw. 0,641 Jupitermassen.